# الهجاونة (وشحة)

تعديل مصدري - تعديل

الهجاونة هي إحدى قرى عزلة بني هني بمديرية وشحة التابعة لمحافظة حجة، بلغ تعداد سكانها 559 نسمة حسب تعداد اليمن لعام 2004.